# أوغوزخان بربر
أوغوزخان بربر (بالتركية: Oğuzhan Berber) هو لاعب كرة قدم تركي في مركز الوسط، ولد في 10 أبريل 1992 في كوناك (إزمير) في تركيا. شارك مع منتخب تركيا تحت 21 سنة لكرة القدم. أما مع النوادي، فقد لعب مع أضنة دمير سبور وألتينوردو وتشايكور ريزه سبور ودينيزلي سبور وسامسون سبور.

## وصلات خارجية
- أوغوزخان بربر على موقع اتحاد تركيا (لاعب) (الإنجليزية)
- أوغوزخان بربر على موقع قاعدة بيانات كرة القدم.إي يو (الإنجليزية)
- أوغوزخان بربر على موقع Soccerway.com (الإنجليزية)
- أوغوزخان بربر على موقع عالم كرة القدم.نت (الإنجليزية)